# Ammodillus
Ammodillus is een geslacht van knaagdieren uit de onderfamilie van de gerbils (Gerbillinae). Het geslacht bevat één soort.

## Soorten
- Ammodillus imbellis (Thomas, 1904)